# ورایزن کامیونیکیشنز
ورایزن کِمیونیکِیشنز (به انگلیسی: Verizon Communications) (NYSE: VZ, نزدک: VZ) شرکت مخابرات چندملیتی آمریکایی است، که درصد چشمگیری از پهنای باند جهانی اینترنت را تأمین می‌نماید، همچنین در زمینه مخابرات بی‌سیم، ارتباطات و سرویس‌دهی به شرکت‌های ارتباطات راه دور (وایرلس) نیز فعالیت گسترده‌ای دارد. سهام ورایزن، در بازار بورس نیویورک و بورس نزدک معامله می‌شود، همچنین جزئی از میانگین صنعتی داو جونز به‌شمار می‌آید.

## تاریخچه

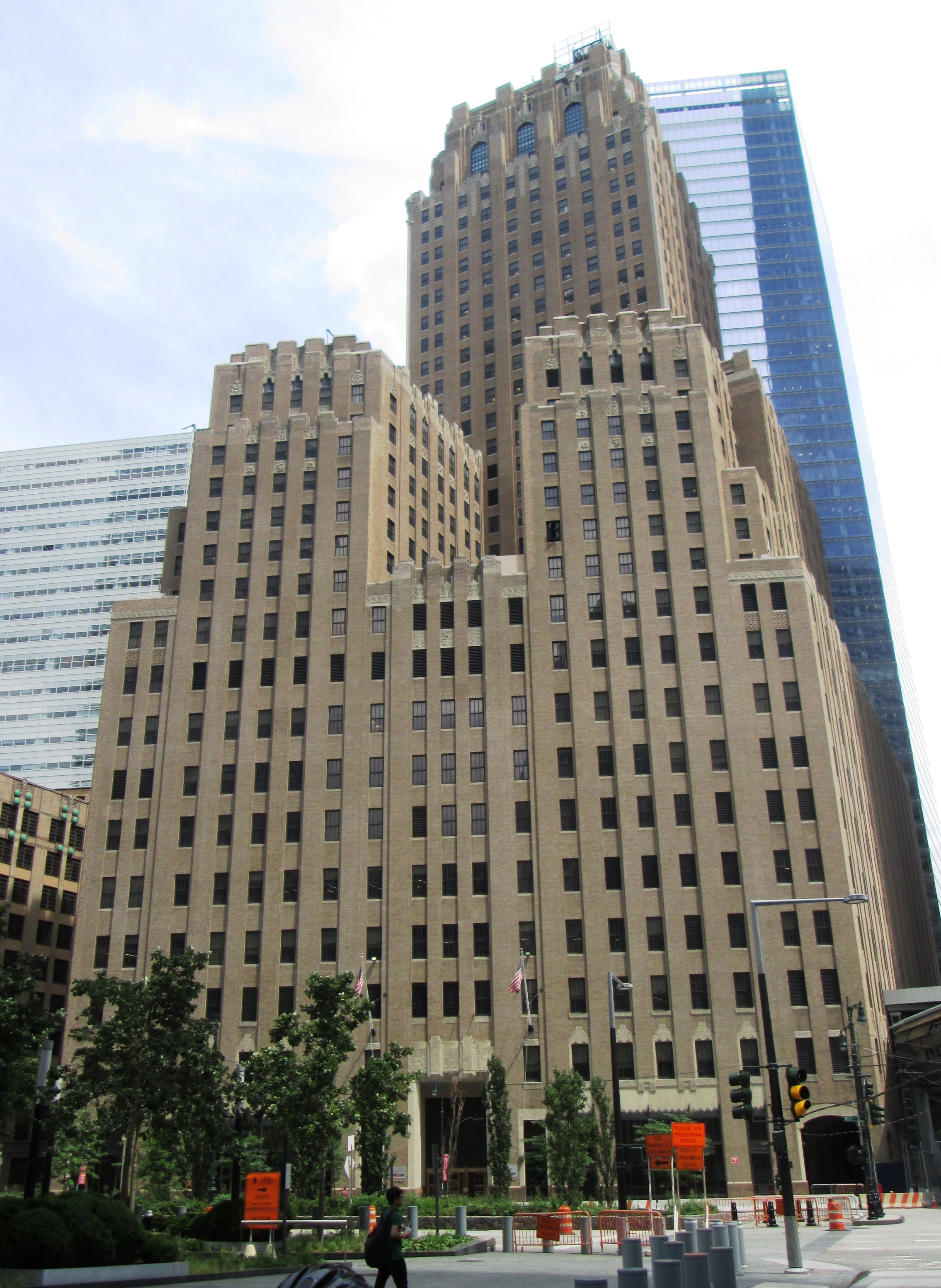
ساختمان مرکزی ورایزن

ورایزن فعالیت خود را در سال ۱۹۸۳ تحت نام شرکت بل آتلانتیک آغاز نمود. دفتر مرکزی این شرکت، در شهر نیویورک قرار داشت، همچنین دارای شعبه‌هایی در نیوجرسی و ویرجینیا نیز بود.
این شرکت در سال ۱۹۸۴ با شرکت ای‌تی‌اندتی ادغام شد، که در پی فروپاشی ای‌تی‌اندتی در سال ۱۹۹۷ به عنوان بخشی از ۷ شرکت تحت نام بیبی بلز ثبت گردید. بل آتلانتیک در پایان، با یکی از شعبه‌های شرکت بل، تحت نام نینکس که در شهر نیویورک مستقر بود، ادغام گردید، که شرکت ترکیب‌شده، به نام "بل آتلانتیک" به فعالیت خود ادامه داد.
بل آتلانتیک، در سال ۲۰۰۰ شرکت مخابرات جی‌تی‌ای را خریداری کرد، سپس دو شرکت با هم ادغام شد و کمپانی جدید، با نام "ورایزن" ثبت گردید.
نام ورایزن، از ترکیب واژه‌های وریتاس veritas و هرایزن Horizon مشتق شده‌اند. دفتر مرکزی این شرکت در ساختمان ورایزن، در شماره ۱۴۰ خیابان وست در لوور منهتن، شهر نیویورک قرار دارد.

## بل آتلانتیک

بل آتلانتیک

ورایزن فعالیت خود را با تأسیس بل آتلانتیک آغاز نمود. این شرکت، توسط ویلیام جی. کاترین تأسیس شد. بل آتلانتیک یکی از هفت شرکت تشکیل دهنده بیبی بلز بود. این شرکت در رقابت با شرکت تلفن و تلگراف آمریکا آغاز به گسترش دامنه فعالیت خود نمود.
بل آتلانتیک، در پی ادغام با ای‌تی‌اندتی ادغام شد و پس از ورشکستگی این شرکت، به شاخه‌های زیر تقسیم شد:
- شرکت تلفن بل پنسیلوانیا
- شرکت تلفن بل نیوجرسی
- شرکت تلفن دایموند
- شرکت تلفن چساپیک و پوتومک
- شرکت تلفن چساپیک و پوتومک مریلند
- شرکت تلفن چساپیک و پوتومک ویرجینیا
- شرکت تلفن چساپیک و پوتومک ویرجینیای غربی

شعبه‌های اصلی کمپانی بل آتلانتیک در ایالت‌های: نیوجرسی، پنسیلوانیا، دلور، مریلند، ویرجینیای غربی، ویرجینیا و همچنین در شهر واشینگتن دی سی مستقر می‌باشد.

## ناینکس
در سال ۱۹۹۶ مدیرعامل و رئیس هیئت مدیره بل آتلانتیک، ریموند دبلیو. اسمیت این شرکت را با شرکت ناینکس به مدیریت ایوان جی. سودنبرگ ادغام نمود و پس از ادغام، دفتر مرکزی شرکت از فیلادلفیا به نیویورک منتقل شد و شرکت جدید، به صورت مشترک توسط اسمیت و سودنبرگ مدیریت می‌شد.

## جی‌تی‌ای

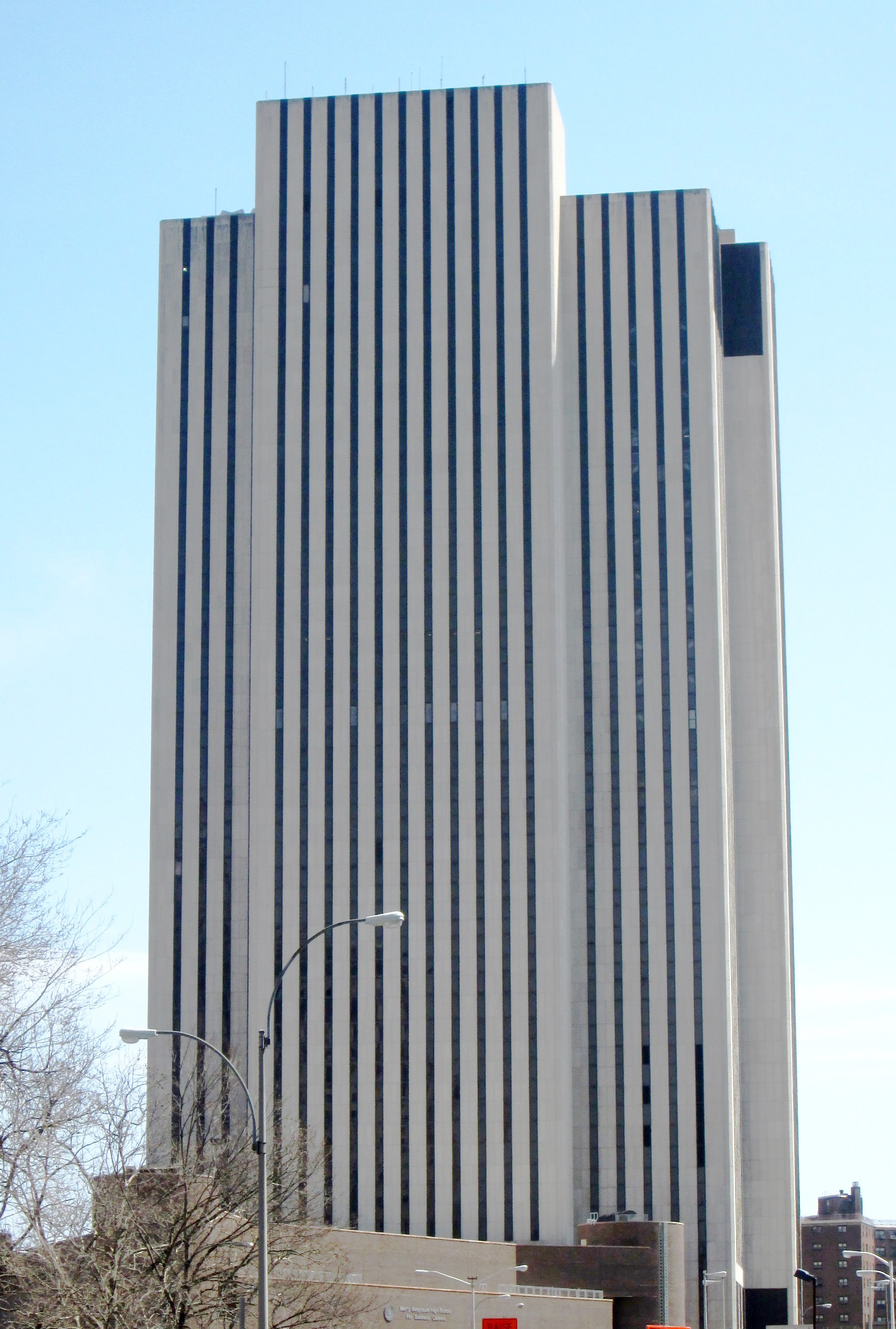
ساختمان اداری ورایزن در منهتن

جی‌تی‌ای، شرکت مخابرات آمریکایی بود، که در زمینه ارائه خطوط تلفن ثابت، رساننده خدمات اینترنتی و تلویزیون دیجیتال فعالیت می‌کرد.
شرکت جی‌تی‌ای در سال ۱۹۱۸ تأسیس شد و در ۱۹۳۶ توسط شرکت بل سیستم تصاحب گردید. جی‌تی‌ای در فاصله سال‌های ۱۹۵۹ تا ۱۹۸۲ بزرگ‌ترین شرکت تلفن ایالات متحده آمریکا بود. شرکت جی‌تی‌ای سرانجام در سال ۲۰۰۰ در پی خریداری توسط ورایزن کامیونیکیشنز، در این شرکت ادغام گردید.

## ام‌سی‌آی
ریشه‌های تأسیس شرکت ام‌سی‌آی به سال ۱۹۸۳ و راه‌اندازی شرکت ام‌سی‌آی کامیونیکیشنز بازمی‌گردد، اما شکل کنونی شرکت درپی ادغام شرکت‌های ام‌سی‌آی کامیونیکیشنز و ورلدکام در سال ۱۹۹۷ شکل گرفت. دفتر مرکزی شرکت ام‌سی‌آی در شهر اشبرن، ویرجینیا، ایالات متحده آمریکا قرار دارد.
در ۱۴ فوریه ۲۰۰۵ ورایزن برای به دست آوردن شرکت ام‌سی‌آی با مدیران این شرکت به توافق رسید. پیش از این توافق، شرکت ورلدکام، که یکی از شرکت‌های تابعه ام‌سی‌آی بود، با شرکت ارتباطات اس‌بی‌سی از شعبه‌های شرکت بل، برای ادغام دو شرکت به توافق رسیدند، که در پایان شرکت ای‌تی‌اندتی از ادغام دو شرکت، تأسیس شد.
ام‌سی‌آی از سال ۲۰۰۶ به‌عنوان شرکت تابعه ورایزن کامیونیکیشنز فعالیت می‌نماید. ورایزن، به همراه ام‌سی‌آی بزرگ‌ترین شرکت ارتباطات در ایالات متحده آمریکا است، که در سال ۲۰۱۱ معادل ۷۵٬۱۱ میلیارد دلار درآمد، ۷٬۴ میلیارد دلار سود و مجموع دارایی ۱۶۸٬۱۳ میلیارد دلار بود؛ که پس از کسب بل ساوت توسط ای‌تی‌اندتی این شرکت بزرگ‌ترین شرکت ارتباطاتی در جهان، براساس سود سالیانه و کل دارایی‌ها، گردید.

## تلفن ثابت
تا سال ۲۰۱۱ ورایزن ارائه دهنده خدمات محلی تلفن ثابت در ۱۱ ایالت، از طریق شرکت‌های زیر است:
- شرکت جی‌تی‌ای جنوب غربی: در تگزاس خریداری شده از جی‌تی‌ای
- شرکت ورایزن کالیفرنیا: خریداری شده از جی‌تی‌ای
- شرکت ورایزن دلور
- شرکت ورایزن فلوریدا: خریداری شده از جی‌تی‌ای
- شرکت ورایزن مریلند
- شرکت ورایزن انگلستان: در ماساچوست و رود آیلند
- شرکت ورایزن نیوجرسی
- شرکت ورایزن نیویورک
- شرکت ورایزن شمال
- شرکت ورایزن پنسیلوانیا: در پنسیلوانیا خریداری شده از جی‌تی‌ای
- شرکت ورایزن جنوب
- شرکت ورایزن ویرجینیا: در ویرجینیا خریداری شده از جی‌تی‌ای
- شرکت ورایزن واشینگتن دی‌سی

## تلویزیون
در تاریخ ۲۲ سپتامبر ۲۰۰۵ ورایزن سرویس فایوس تی‌وی FiOS TV را در کلر، تگزاس راه‌اندازی کرد. این سرویس تلویزیونی با استفاده از شبکه فیبر نوری ظرفیت ارائه ۵۰۰ کانال تلویزیونی، بیش از ۱۸۰ کانال پخش موسیقی و بیش از ۹۵ کانال با کیفیت بالا را دارا می‌باشد. ورایزن، همچنین ار مالکان شرکت دایرکت تی‌وی بشمار می‌آید.

## ورایزن وایرلس

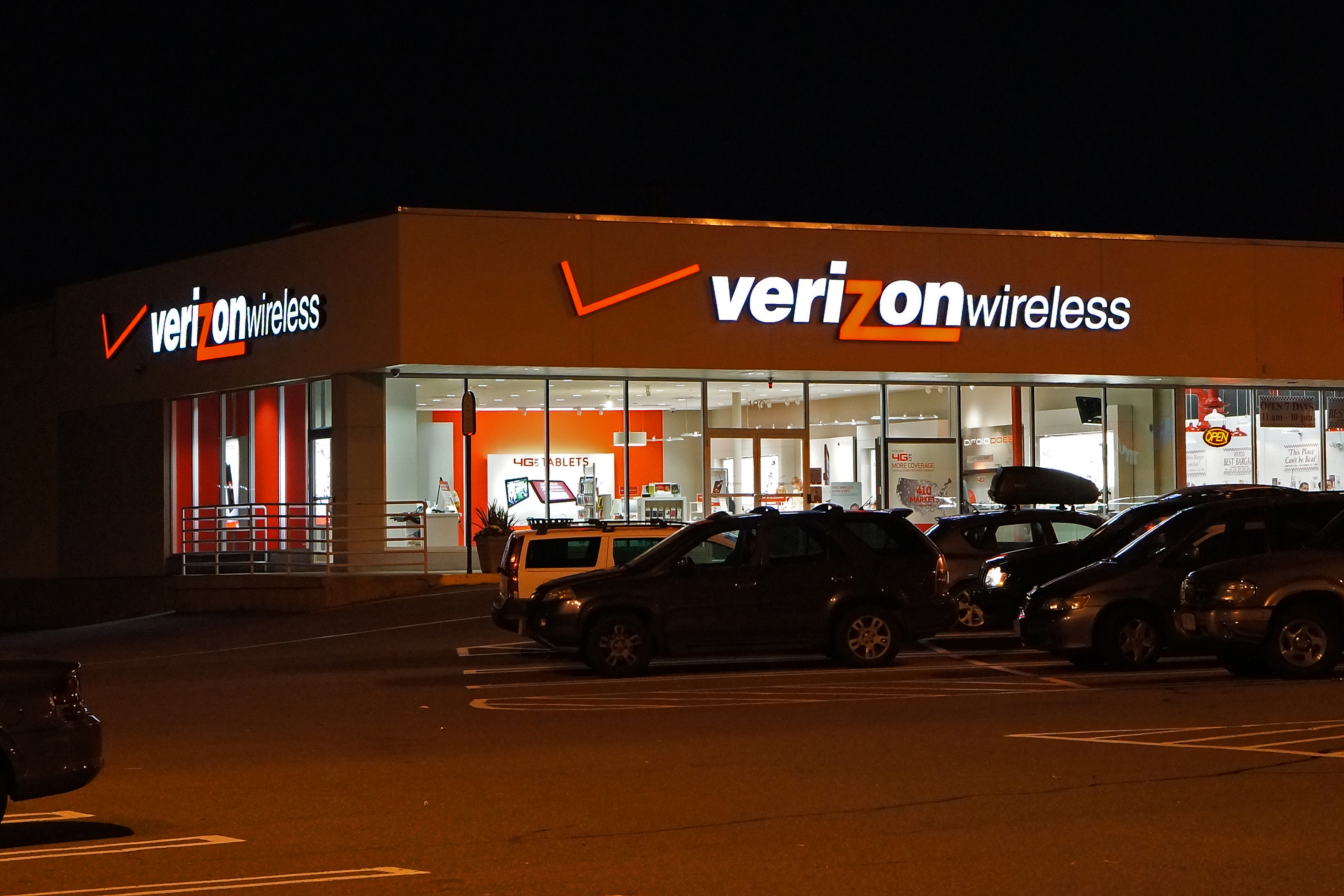
دفتر خدماتی ورایزن وایرلس، در ساگوس، ماساچوست

ورایزن وایرلس، بخش تلفن همراه ورایزن است، که به‌عنوان بزرگ‌ترین شرکت تابعه ورایزن کامیونیکیشنز و بازوی ارائه کلیه خدمات مخابرات بی‌سیم این شرکت، فعالیت می‌نماید.
شرکت ورایزن وایرلس در ماه آوریل سال ۲۰۰۰ از سرمایه‌گذاری مشترک شرکت‌های ورایزن و وودافون راه‌اندازی شد و اکنون با در اختیار داشتن بیش از ۱۰۲٫۸ میلیون مشترک خطوط موبایل، به‌عنوان بزرگ‌ترین اپراتور تلفن همراه ایالات متحده آمریکا شناخته می‌شود.
بزرگ‌ترین سهامداران این شرکت تا پایان سال مالی ۲۰۱۳ ورایزن کامیونیکیشنز با ۵۵٪ درصد و وودافون با ۴۵٪ درصد بودند. در ماه فوریه ۲۰۱۴ شرکت ورایزن، اقدام به خریداری ۴۵٪ درصد از سهام متعلق به وودافون در این شرکت، به ارزش ۱۳۰ میلیارد دلار نمود. اکنون ورایزن ۱۰۰٪ درصد از سهام ورایزن وایرلس را در اختیار دارد.

## هیئت مدیره
اعضای کنونی هیئت مدیره ورایزن، عبارتند از: ریچارد ال. کاریون، فرانسیس کیت، رابرت دبلیو. لین، لاول مک‌آدام (مدیرعامل)، ساندرا او. موس، جوزف نئوبر، دونالد تی. نیکولیسن، توماس اچ. اوبراین، کلارنس اوتیس، جونیور، هیو بی. پرایس، ایوان جی. سادنبرگ، رادنی ای. اسلاتر، جان دبلیو. اسنو و جان آر. استافورد.

## خرید یاهو
پس از کش و قوس‌های فراوان، هیئت مدیرهٔ یاهو موافقت کرد تا هستهٔ اصلی کسب و کار یاهو در ازای دریافت ۴٫۶ میلیارد دلار در اختیار ورایزون قرار گیرد.